# Swedish Open 1961
Die Swedish Open 1961 fanden in Borås statt. Es war die sechste Austragung dieser internationalen Meisterschaften von Schweden im Badminton.

## Finalergebnisse
| Disziplin    | Sieger                                          | Finalist                     | Ergebnis          |
| ------------ | ----------------------------------------------- | ---------------------------- | ----------------- |
| Herreneinzel | Leif Ekedahl                                    | Ingemar Eliasson             | 15–5, 3–15, 15–6  |
| Dameneinzel  | Tonny Holst-Christensen                         | Hanne Andersen               | 11–0, 11–8        |
| Herrendoppel | Tony Jordan Peter Waddell                       | Hugh Findlay Ronald Lockwood | 8–15, 18–6, 17–15 |
| Damendoppel  | Hanne Andersen Tonny Holst-Christensen          | Else Madsen Grethe Ferløv    | 15–10, 15–4       |
| Mixed        | Bjørn Holst-Christensen Tonny Holst-Christensen | Leif Jensen Hanne Andersen   | 15–11, 15–7       |